# Sobrarbe
Sobrarbe ist eine Comarca (Verwaltungseinheit) der Autonomen Region Aragonien in Spanien. Sie liegt im Norden der Provinz Huesca und hat auf einer Fläche von 2.202,20 km² 12.594 Einwohner (Stand 1. Januar 2022). Wichtigste Städte sind Boltaña und Aínsa; letzteres ist Hauptort der durch Zusammenschluss mehrerer kleinerer Orte gebildeten Gemeinde Aínsa-Sobrarbe.

## Lage
Der Sobrarbe grenzt im Westen an die Comarca Alto Gállego, im Norden an Frankreich, im Osten an Ribagorza und im Süden an den Somontano de Barbastro.
Die Comarca liegt in den aragonesischen Pyrenäen. In ihrem Norden befinden sich die Täler der Flüsse Ara, Cinca und Cinqueta und das Bio-Tal, im Süden die Sierra de Guara und die Sierra de Olsón. Im Zentrum der Comarca finden sich verschiedene Täler, in denen Broto, Fiscal, Arcusa und La Fueva liegen. Auch der  Nationalpark Ordesa y Monte Perdido (s. Torla-Ordesa und Monte Perdido) gehört zur Comarca.

## Grafschaft und Königreich Sobrarbe
Der Sobrarbe war eine der drei Grafschaften, die nach 1035 das ursprüngliche Königreich Aragonien bildeten. Die Grafschaft gehörte zur Spanischen Mark Karls des Großen, deren Geschichte im Dunkeln liegt, die aber mit Legenden um Íñigo Arista von Pamplona zusammenhängt, dem ersten König von Navarra und offenbar auch Graf von Sobrarbe. 
Im 10. Jahrhundert ging die Grafschaft Sobrarbe in der Grafschaft Ribagorza auf. Sancho III. von Navarra annektierte diese Grafschaft zwischen 1016 und 1019, wobei er sich darauf berief, von Dadildis de Le Pailhars abzustammen. Er teilte für die Zeit nach seinem Tod (1035) sein Reich unter seinen Söhnen, deren dritter, Gonzalo Sánchez, König von Sobrarbe und Ribagorza wurde. Nach dem Tod von Gonzalo (um 1038) ging das Gebiet an seinen Bruder Ramiro I. über, womit das ursprüngliche Territorium des Königreichs Aragonien, bestehend aus Jacetania (incl. der heutigen Comarca Alto Gállego), Sobrarbe und Ribagorza, konstituiert war.

## Gemeinden
| Gemeinde            | Einwohner (2024) | Fläche km² | Dichte Einw./km² | Cod INE | Postleitzahl |
| ------------------- | ---------------- | ---------- | ---------------- | ------- | ------------ |
| Abizanda            | 163              | 44,84      | 4                | 22002   | 22392        |
| Aínsa-Sobrarbe      | 2.317            | 284,77     | 8                | 22907   | 22330        |
| Bárcabo             | 122              | 87,92      | 1                | 22051   | 22148        |
| Bielsa              | 487              | 202,41     | 2                | 22057   | 22367        |
| Boltaña             | 1.102            | 139,45     | 8                | 22066   | 22340        |
| Broto               | 608              | 128,05     | 5                | 22069   | 22370        |
| Fanlo               | 118              | 187,10     | 1                | 22107   | 22375        |
| Fiscal              | 379              | 170,06     | 2                | 22109   | 22373        |
| La Fueva            | 597              | 218,85     | 3                | 22113   | 22336        |
| Gistaín             | 116              | 75,90      | 2                | 22114   | 22367        |
| Labuerda            | 173              | 17,85      | 10               | 22133   | 22360        |
| Laspuña             | 278              | 45,29      | 6                | 22144   | 22361        |
| Palo                | 33               | 14,40      | 2                | 22168   | 22337        |
| Plan                | 279              | 93,36      | 3                | 22182   | 22367        |
| Puértolas           | 224              | 99,86      | 2                | 22189   | 22362        |
| El Pueyo de Araguás | 171              | 61,84      | 3                | 22190   | 22362        |
| San Juan de Plan    | 151              | 55,53      | 3                | 22207   | 22362        |
| Tella-Sin           | 217              | 89,51      | 2                | 22227   | 22364        |
| Torla-Ordesa        | 335              | 185,21     | 2                | 22230   | 22376        |
| Comarca Sobrarbe    | 7.870            | 2.202,20   | 4                | –       | –            |

## Sehenswürdigkeiten
Beim Ort Tella gibt es ein Großsteingrab (Dolmen) aus der Jungsteinzeit. Abgesehen von den vielen Naturschönheiten finden sich in der Sobrarbe mehrere romanische Kirchen in teilweise bereits verlassenen Dörfern (siehe Weblinks).